# Agence d'urbanisme Besançon Centre Franche-Comté
 (août 2015).
L'Agence d'urbanisme Besançon Centre Franche-Comté (ou AUDAB) est une agence d'urbanisme indépendante membre de la Fédération nationale des agences d'urbanisme (FNAU)). Elle est située à Besançon et financée par un ensemble de partenaires institutionnels tels que Grand Besançon Métropole, le Département du Doubs, la Région Bourgogne-Franche-Comté ou la Caisse des Dépôts et Consignations.

## L'Hôtel Jouffroy

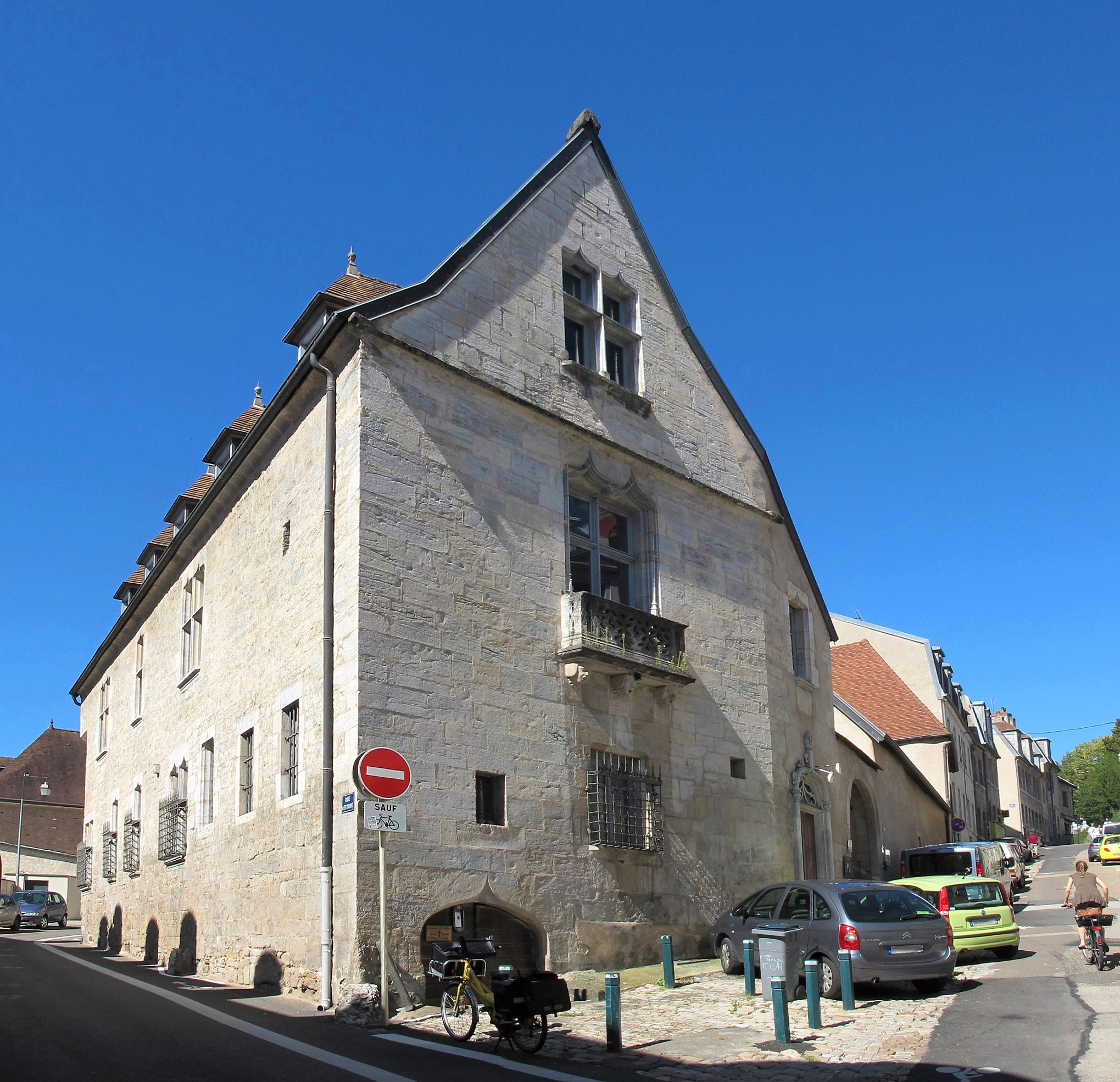
Les bureaux de l'AUDAB occupent le corps principal de l'Hôtel Jouffroy situé sur les hauteurs du quartier Battant et classé monument historique en 1937. L'architecture de ses fenêtres et de ses façades est caractéristique du style Renaissance hispano-bourguignon, en vogue sous la Monarchie de Habsbourg.

Depuis sa fondation en l'an 2000, le siège de l'AUDAB est implanté au sein du corps principal de l'Hôtel Jouffroy, également appelé Hôtel Jouffroy de Luxeuil, un ancien hôtel particulier de la haute aristocratie bisontine situé sur les hauteurs du quartier Battant. Construit entre la fin du XVe et le début du XVIe siècle, à une époque où la Franche-Comté (Comté de Bourgogne) est sous domination habsbourgeoise espagnole et où Besançon en est sa capitale, il est achevé sous le règne de Charles Quint. Fondé par Perrin Jouffroy de Luxeuil, il a appartenu à la Famille de Jouffroy d'Abans qui était alors la famille aristocratique la plus influente de Besançon et s'illustra dans la carrière des armes, d’abord au service de la maison de Habsbourg, souverains du Comté de Bourgogne puis des rois de France jusqu'au XVIIIe siècle. Au XVIIIe siècle, il devient une auberge puis une pension académique à la veille de la Révolution française. Au XIXe siècle, il redevient une auberge puis tombe à l'abandon. Son sous-sol est investi vers 1930 par une communauté de Russes blancs ayant fui le Régime soviétique et devient la chapelle orthodoxe russe Saint-Étienne et Sainte-Marie. Il est classé monument historique en 1937. Il s'agit du deuxième hôtel particulier le plus ancien de Besançon, après l'hôtel de Champagney. Considérablement dégradé au cours du XXe siècle, ses façades extérieures sont intégralement restaurées entre 1989 et 1990 par la Société Anonyme Immobilière de la Ville de Besançon. La chapelle orthodoxe Saint-Étienne et Sainte-Marie est restaurée entre 1998 et 2000 et conserve sa vocation cultuelle, tandis que le reste du corps principal est investi par les locaux de l'AUDAB.

## Activités principales
L'AUDAB a pour missions d'étudier et d'analyser les évolutions urbaines et socio-économiques participant à la définition des politiques publiques d'aménagement et de développement, de contribuer à l'élaboration des orientations de la politique d'aménagement de Grand Besançon Métropole et de sa région et notamment de ses documents d'urbanisme et de ses projets d'aménagements. L'AUDAB a également été mandaté par le PETR du Pays Horloger et le PETR du Pays Lédonien pour procéder à l'élaboration de leurs documents d'urbanisme et à leurs politiques d'aménagement.

## Organisation
L'AUDAB compte une équipe pluridisciplinaire constituée de 18 salariés permanents. Elle est constituée en une association loi de 1901 à but non-lucratif constituée de partenaires adhérents parmi lesquels Grand Besançon Métropole et ses communes constituantes, 6 communautés de communes, 4 syndicats mixtes, 2 PETR (PETR du Pays Horloger et PETR du Pays Lédonien), le Conseil départemental du Doubs, le Conseil régional Bourgogne-Franche-Comté, le Parc naturel régional du Haut-Jura, la Caisse des dépôts et consignations, Enedis et SNCF Réseau.
La composition de cette assemblée traduit la volonté de mettre en place une structure d'études et de dialogue avec les grands acteurs des politiques territoriales de Grand Besançon Métropole ainsi que des départements du Doubs et de la Haute-Saône et de la Région Bourgogne-Franche-Comté.